# Вэргытгын
Вэргытгын — озеро в Иультинском районе Чукотского автономного округа России. Высота над уровнем моря — 12 м.
Расположено близ побережья Залива Креста, северо-восточнее села Конергино. Водоём соединён протокой с безымянным мелким озером.
Название в переводе с чукот. — «спускающееся озеро».